# Liste de minéraux (lettre Q)
Pour un article plus général, voir Liste de minéraux
- Qandilite (un oxyde du groupe des Spinelles)
- Qaqarssukite (un polymorphe de la huanghoïte)
- Qilianshanite (borate et carbonate de sodium)
- Qingheiite (minéral phosphatique trouvé en association avec de la pegmatite)
- Qitianlingite (oxyde de tungstène, niobium et fer)
- Quadratite (sulfure d'argent, arsenic, cadmium et plomb. Similaire à la manganoquadratite, où le manganèse remplace le cadmium)
- Quadridavyne (proche de la davyne, roche volcanique)
- Quadruphite (enregistrée sous deux variétés, VII et VIII, sans différences notables)
- Quartz (oxyde de silicium SiO2, l'un des minéraux les plus communs, existe en de nombreuses variétés)
- Quatrandorite (nouvelle désignation de l'Andorite IV)
- Quéitite (silicate de plomb et de zinc)
- Quensélite (hydroxyde plomb et de manganèse)
- Quenstedtite (sulfate de fer hydraté, FeIII2(SO4)3 • 10 H2O)
- Quetzalcoatlite (hydroxyde de zinc, cuivre et tellure, pouvant contenir argent, plomb et chlore)
- Quintinite (minéral carbonaté de magnésium et d'aluminium)